# Austrolabrus
Austrolabrus  es un género de peces de la familia de los Labridae y del orden de los Perciformes.

## Especies
De acuerdo con FishBase:
- Austrolabrus maculatus (Macleay, 1881) [3]